# Brandon Baker
Brandon Baker (Anaheim, Califórnia, 28 de abril de 1985) é um ator norte-americano.
Ele é conhecido por fazer filmes para TV, como o filme da Disney Johnny Tsunami: O Surfista da Neve e sua sequência Johnny Kapahala: De Volta ao Havaí, assim como em seu papel no curto sitcom da NBC, One World. Em 2002, apareceu em alguns episódios da série original da Disney Channel, Even Stevens.
Brandon é descendente de inglês, alemão e filipino . Vive com sua família, incluindo sua irmã Cassie e seu irmão Kullen. Começou a atuar com onze anos, vendo alguns amigos fazendo audições. Aos doze anos fez O Livro da Selva: A História de Mogli, como dublador de Mogli. Também participou de Hairspray, mas não em partes principais. Baker foi convidado para o Disney Channel Games, depois que Zac Efron saiu da edição 2007. Atualmente vive em Santa Bárbara, Califórnia. Brandon também estrelou ao lado de Jessica Alba em 1999 no filme P.U.N.K.S..

## Filmografia
| Filmes      | Filmes                          | Filmes                                | Filmes                     |
| Ano         | Título Original                 | Título (Brasil)                       | Papel                      |
| ----------- | ------------------------------- | ------------------------------------- | -------------------------- |
| 1998        | Wind River                      | Wind River                            | Pantsuk                    |
| 1998        | The Jungle Book: Mowgli's Story | O Livro da Selva: A História de Mogli | Mogli                      |
| 1999        | P.U.N.K.S.                      | P.U.N.K.S.                            | Jonny Pasiotopolis         |
| 1999        | Johnny Tsunami                  | Johnny Tsunami: O Surfista da Neve    | Johnny Kapahaala           |
| 2005        | Campus Confidential             | Campus Confidential                   | Mohktar (para TV)          |
| 2007        | Johnny Kapahala: Back on Board  | Johnny Kapahala: De Volta ao Havaí    | Johnny Kapahaala (para TV) |
| Séries      |                                 |                                       |                            |
| Ano         | Título                          | Papel                                 | Notas                      |
| 1998        | City Guys                       | Ernesto                               | 1 episódio                 |
| 1998 / 2001 | One World                       | Cray Blake                            | 39 episódios               |
| 2001        | Boston Public                   | Danny Miller                          | 1 episódio                 |
| 2001        | Go Fish                         | Sumir                                 | 1 episódio                 |
| 2000 / 2003 | Even Stevens                    | Zack Estrada                          | 4 episódios                |
| 2005        | The Proud Family                | Voz                                   | 1 episódio                 |
| 2007        | The Unit                        | Adolescente                           | 1 episódio                 |

## Prêmios e Indicações
| Prêmios | Prêmios   | Prêmios          | Prêmios           | Prêmios   |
| Ano     | Resultado | Premiação        | Categoria         | Título    |
| ------- | --------- | ---------------- | ----------------- | --------- |
| 1999    | Venceu    | YoungStar Awards | Melhor Ator Jovem | One World |
| 2000    | Indicado  | YoungStar Awards | Melhor Ator Jovem | One World |